# As I Lay Dying
As I Lay Dying (oft abgekürzt AILD) ist eine US-amerikanische Metalcore-Band, die 2000 von Ex-Society’s-Finest-Gitarrist Tim Lambesis und Schlagzeuger Jordan Mancino gegründet wurde. Der Name der Band stammt von dem englischen Originaltitel des Romans Als ich im Sterben lag von William Faulkner.

## Geschichte

### Entstehung und Encasing of Ashes (2000–2003)
As I Lay Dying wurde 2000 in San Diego, Kalifornien gegründet. Im Jahr 2001 kam ein erstes Line-up zustande und kurz darauf veröffentlichte die Gruppe im Juni 2001 bei Pluto Records das Album Beneath the Encasing of Ashes. 2002 nahmen sie mit American Tragedy weitere Lieder für eine Split-CD auf.

### Frail Words Collapse und Shadows Are Security (2003–2006)
Anfang 2003 erhielten sie infolge der zunehmenden Popularität ein Angebot für einen Plattenvertrag bei Metal Blade Records. Im Juli 2003 erschien daraufhin das zweite Album der Gruppe – Frail Words Collapse. Tourneen mit Himsa, Shadows Fall, The Black Dahlia Murder folgten. Im Juni 2005 veröffentlichten As I Lay Dying ihr drittes Album namens Shadows Are Security.
Am 19. Mai 2006 erschien die CD A Long March: The First Recordings, die Aufnahmen der Band aus ihrer Entstehungsphase mit einer Neuaufnahme der ersten EP verband. Im November 2006 begaben sich As I Lay Dying als Vorband von Bullet for My Valentine auf eine Europatournee, was bei einigen Fans auf Unmut stieß, da letztere Gruppe als zu kommerziell orientiert angesehen wurde.

### An Ocean Between Us und This Is Who We Are (2007–2010)
Im Winter 2006 verließ Bassist und Sänger Clint Norris die Band, weil er geheiratet hatte und sich auf sein Privatleben konzentrieren wollte. Norris wurde kurz darauf durch Josh Gilbert ersetzt. Am 24. August 2007 erschien das vierte Studioalbum An Ocean Between Us, das den Einstieg auf Platz 24 der deutschen Albumcharts schaffte. Der Song Nothing Left wurde in den USA für einen Grammy in der Kategorie „Best Metal Performance“ nominiert, den allerdings Slayer mit dem Lied Final Six gewannen.
Die erste Live-DVD This Is Who We Are wurde am 9. April 2009 in den USA und am 14. April 2009 in Europa veröffentlicht.

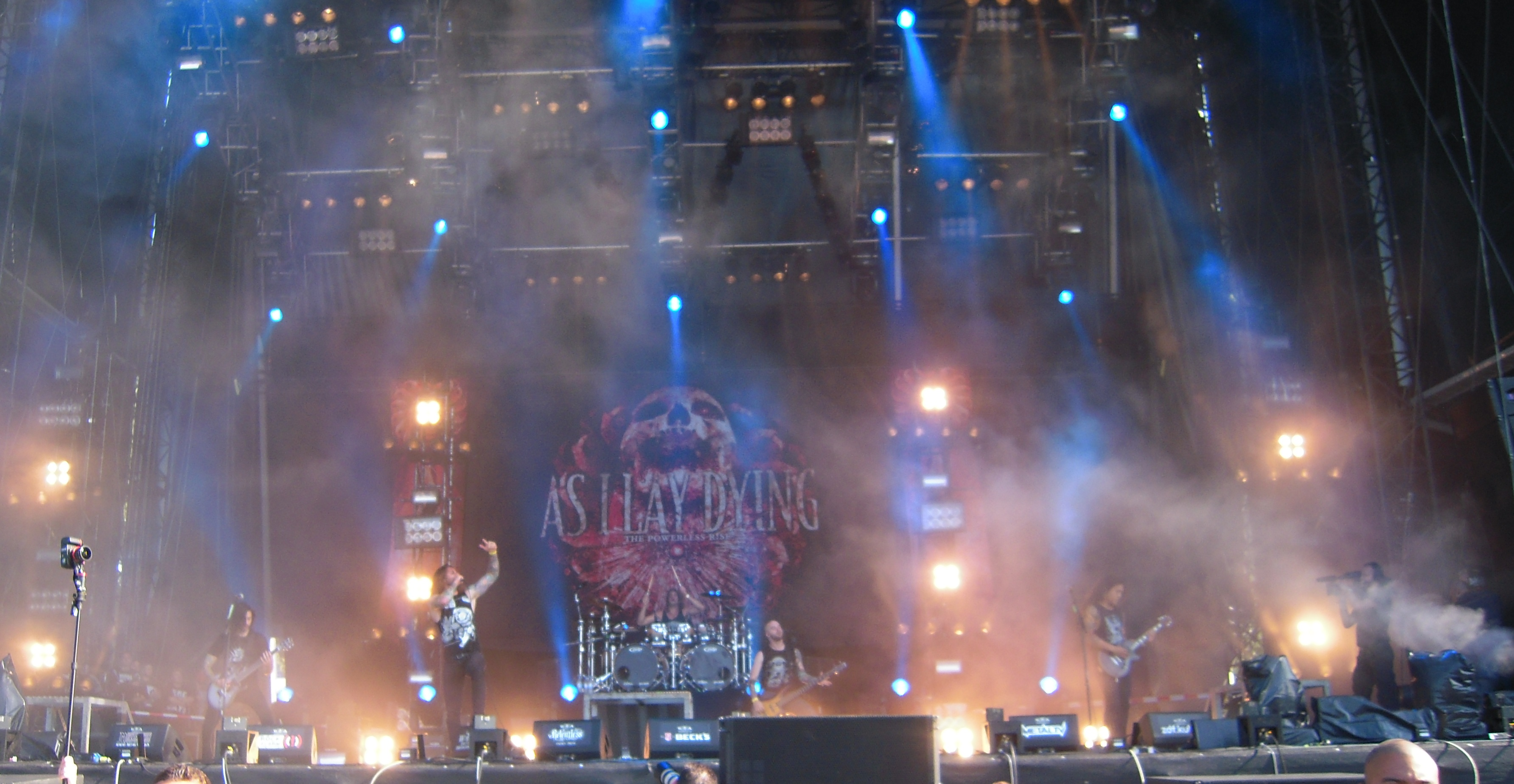
As I Lay Dying auf dem Wacken Open Air 2011

### The Powerless Rise und Decas (2010–2012)
Als As I Lay Dying ihre Tour mit Lamb of God abgeschlossen hatten, arbeiteten sie an ihrem fünften Studioalbum. Es trägt den Titel The Powerless Rise und wurde in den USA am 11. Mai 2010, in Europa bereits am 7. Mai, veröffentlicht.
Am 7. November 2011 wurde das Album Decas in Europa veröffentlicht. Dieses enthält drei neue Songs, vier Coverversionen, einen überarbeiteten alten Track und vier Remixtracks.

### Awakened und Verhaftung von Lambesis (2011–2013)
As I Lay Dying tourten im Herbst 2012 mit Trivium, Caliban und Upon a Burning Body durch Europa, dabei unter anderem in sieben deutschen Städten. Ihr neues Album Awakened ist in Deutschland am 21. September erschienen. Am 11. September wurde der Videoclip für A Greater Foundation veröffentlicht.
Am 7. Mai 2013 wurde Frontsänger Tim Lambesis von der Polizei San Diegos festgenommen. Er soll einen Auftragsmörder auf seine Ehefrau angesetzt haben, welcher sich jedoch als verdeckter Ermittler entpuppte. Eine gemeinsame Tour mit Killswitch Engage und eine Sommertour 2013 wurden daraufhin abgesagt. Gegen eine Kautionszahlung in Höhe von 160.000 Dollar wurde Lambesis am 31. Mai 2013 vorläufig aus der Haft entlassen, nachdem er einen Kautionsagenten beauftragt hatte, da er die eigentliche Kautionssumme von 2 Millionen Dollar nicht zahlen konnte.

### Uneingeschränkte Pause, Gründung von Wovenwar und Lambesis’ Rückkehr (2013 bis heute)
Am 26. Februar 2014 bekannte sich Tim Lambesis schuldig und musste sich daraufhin wegen Anstiftung zum Mord verantworten. Im Mai 2014 wurde er zu sechs Jahren Haft verurteilt. In einem Interview mit Alternative Press im Mai 2014 bekannte er, Atheist zu sein und sich nur zur Förderung der Verkaufszahlen als Christ bezeichnet zu haben. Die restliche Band erklärte, dass die Band pausiere. Die restlichen Musiker haben sich mit dem Sänger Shane Blay von Oh, Sleeper zusammengetan und die Band Wovenwar gegründet.
Nach dem Lambesis im Dezember 2016 vorzeitig auf Bewährung entlassen wurde, kehrte er zur Band zurück. Im Juni 2018 veröffentlichten sie den neuen Song My Own Grave und gaben bekannt ihr erstes Live-Konzert nach Lambesis’ Rückkehr am 16. Juni in San Diego spielen zu wollen.
Im August 2019 kündigte die Band das neue Album Shaped by Fire für den 20. September an sowie den Wechsel zum Plattenlabel Nuclear Blast. Am 27. März 2020 veröffentlichte die Band den Song Destruction or Strength.
Im Oktober 2024 haben der Bassist Ryan Neff, der Gitarrist Ken Susi und der Schlagzeuger Nick Pierce ihren Ausstieg aus der Band bekanntgegeben. Auch der Tourmanager ist in diesem Zuge gegangen.
Der Rhythmusgitarrist Phil Sgrosso hat am 30. Oktober 2024 ebenfalls seinen Ausstieg bekanntgegeben.

## Stil
Die Band wird in der Regel zum Genre des Metalcore gezählt. Hier finden sich auch Bands wie Killswitch Engage oder Caliban wieder. Die Einflüsse reichen vom Death Metal über Hardcore bis hin zum Thrash Metal. Tim Lambesis übernimmt generell den gutturalen und Josh Gilbert den klarstimmigen Gesang. Der Gründer und Sänger Tim Lambesis bezeichnete die Band auf der offiziellen Bandhomepage als eine christliche Band. Diese Aussage revidierte er später im Gericht und bezeichnete nur ein Mitglied der Band als gläubig. Ebenso gab er zu, dass As I Lay Dying auf Grund des Images als christliche Band die Plattenverkäufe fördern sollte.

## Diskografie
Studioalben

| Jahr | Titel Musiklabel                            | Höchstplatzierung, Gesamtwochen, AuszeichnungChartplatzierungen (Jahr, Titel, Musiklabel, Platzierungen, Wochen, Auszeichnungen, Anmerkungen) | Höchstplatzierung, Gesamtwochen, AuszeichnungChartplatzierungen (Jahr, Titel, Musiklabel, Platzierungen, Wochen, Auszeichnungen, Anmerkungen) | Höchstplatzierung, Gesamtwochen, AuszeichnungChartplatzierungen (Jahr, Titel, Musiklabel, Platzierungen, Wochen, Auszeichnungen, Anmerkungen) | Höchstplatzierung, Gesamtwochen, AuszeichnungChartplatzierungen (Jahr, Titel, Musiklabel, Platzierungen, Wochen, Auszeichnungen, Anmerkungen) | Anmerkungen                              |
| Jahr | Titel Musiklabel                            | DE | AT | CH | US | Anmerkungen                              |
| ---- | ------------------------------------------- | --- | --- | --- | --- | ---------------------------------------- |
| 2001 | Beneath the Encasing of Ashes Pluto Records | — | — | — | — | Erstveröffentlichung: 6. November 2001   |
| 2003 | Frail Words Collapse Metal Blade Records    | — | — | — | — | Erstveröffentlichung: 1. Juli 2003       |
| 2005 | Shadows Are Security Metal Blade Records    | — | — | — | US35 (9 Wo.)US | Erstveröffentlichung: 14. Juni 2005      |
| 2007 | An Ocean Between Us Metal Blade Records     | DE24 (2 Wo.)DE | AT33 (1 Wo.)AT | CH43 (3 Wo.)CH | US8 (8 Wo.)US | Erstveröffentlichung: 21. August 2007    |
| 2010 | The Powerless Rise Metal Blade Records      | DE22 (3 Wo.)DE | AT21 (3 Wo.)AT | CH39 (3 Wo.)CH | US10 (7 Wo.)US | Erstveröffentlichung: 11. Mai 2010       |
| 2012 | Awakened Metal Blade Records                | DE21 (3 Wo.)DE | AT26 (2 Wo.)AT | CH52 (1 Wo.)CH | US11 (6 Wo.)US | Erstveröffentlichung: 25. September 2012 |
| 2019 | Shaped by Fire Nuclear Blast                | DE6 (3 Wo.)DE | AT9 (3 Wo.)AT | CH15 (3 Wo.)CH | US50 (1 Wo.)US | Erstveröffentlichung: 20. September 2019 |
| 2024 | Through Storms Ahead Nuclear Blast          | DE26 (1 Wo.)DE | AT14 (1 Wo.)AT | CH76 (1 Wo.)CH | — | Erstveröffentlichung: 15. November 2024  |